# Eurylophella
Eurylophella je rod hmyzu z čeledi Ephemerellidae. Do tohoto rodu se řadí osmnáct druhů jepic. Jako první tento rod popsal Tiensuu v roce 1935.

## Seznam druhů
Do tohoto rodu patří 18 druhů:
- Eurylophella aestiva (McDunnough, 1931)
- Eurylophella bicolor (Clemens, 1913)
- Eurylophella bicoloroides (McDunnough, 1938)
- Eurylophella doris (Traver, 1934)
- Eurylophella  enoensis (Funk, 1994)
- Eurylophella  funeralis (McDunnough, 1925)
- Eurylophella iberica (Keffermüller a Da-Terra, 1978)
- Eurylophella  karelica (Tiensuu, 1935)
- Eurylophella  korneyevi
- Eurylophella  lodi (Mayo, 1952)
- Eurylophella  lutulenta (Clemens, 1913)
- Eurylophella  macdunnoughi (Funk, 1994)
- Eurylophella minimella (McDunnough, 1931)
- Eurylophella  oviruptis (Funk, Jackson a Sweeney, 2008)
- Eurylophella  poconoensis (Funk, 1994)
- Eurylophella  prudentalis (McDunnough, 1931)
- Eurylophella  temporalis (McDunnough, 1924)
- Eurylophella  verisimilis (McDunnough, 1930)

## Fotogalerie

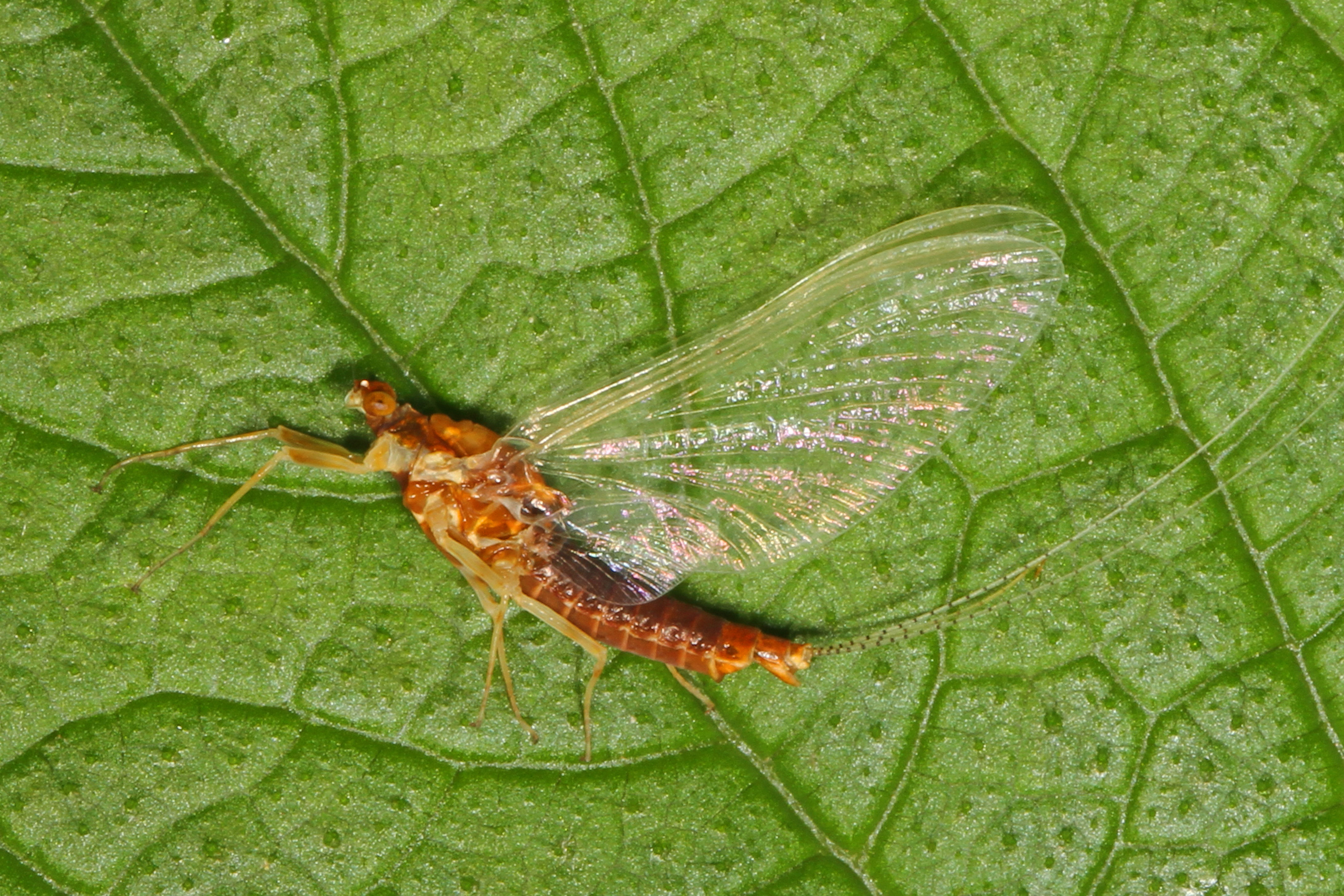
Imago Eurylophella spp. z Marylandu
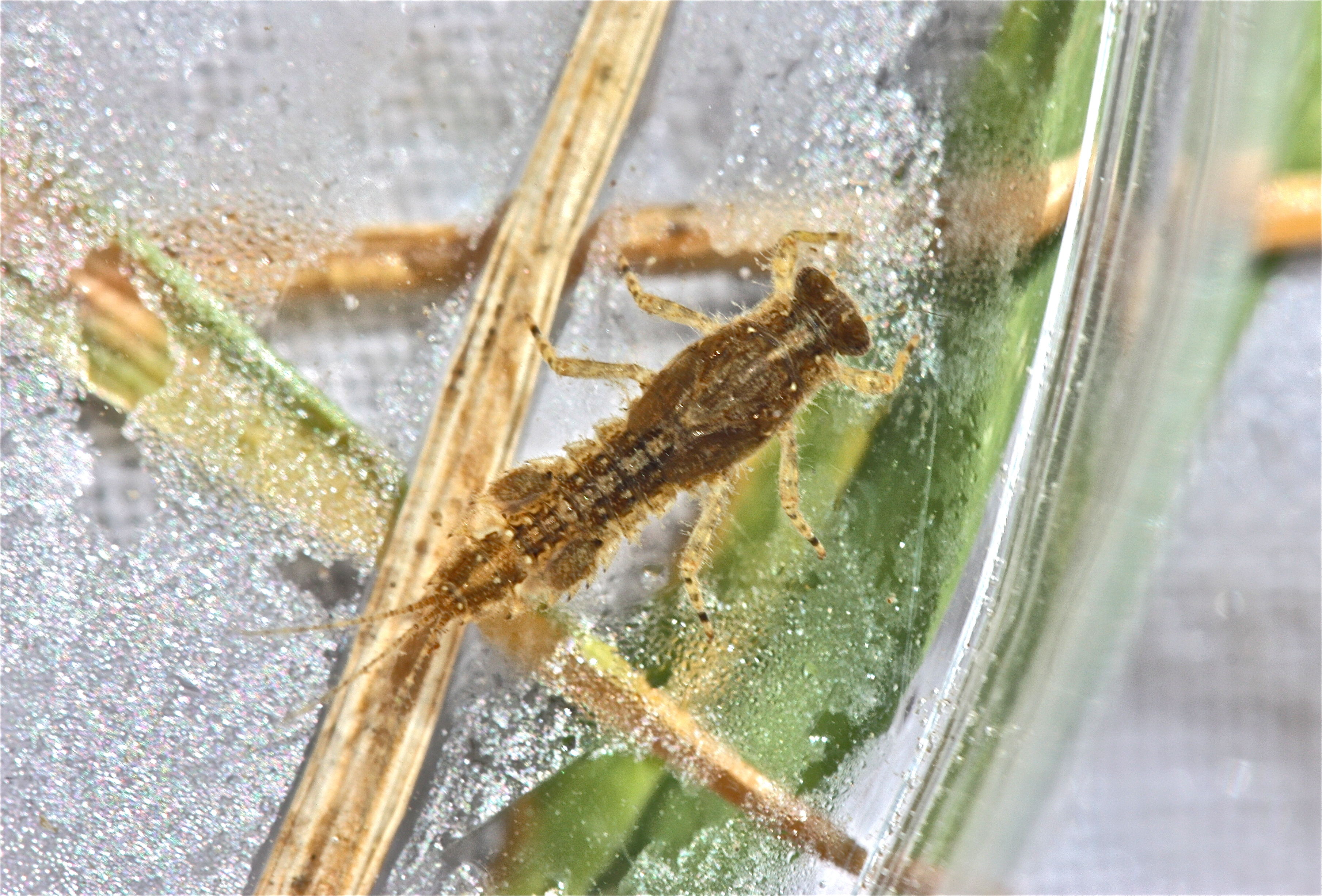
Nymfa Eurylophella verisimilis